# Эджли Парк
«Эджли Парк» (англ. Edgeley Park) — футбольный стадион, расположенный в английском городе Стокпорт, графство Большой Манчестер. С 1902 года — домашняя арена местного клуба «Стокпорт Каунти». Вмещает 10 852 зрителя.

## История арены
Стадион был построен и официально открыт в 1891 году. Земля, на которой была возведена арена, была ранее подарена муниципальным властям Стокпорта семьей крупных промышленников Сайкс, владевшей компанией «Sykes Bleaching Company». Первоначально на стадионе выступала городская регбийная команда, а футбольный клуб «Стокпорт Каунти» переехал на «Эджли Парк» в 1902 году.
Первой игрой «Стокпорт Каунти» на «Эджли Парк» стал матч против клуба «Гейнсборо Тринити» (1:1). В 1932 году руководство коллектива выкупило арену у властей города за 1600 фунтов стерлингов. Главная трибуна арены была сделана из дерева и сгорела в результате крупного пожара в 1935 году, из-за чего стадион пришлось практически полностью реконструировать. 
После пожара на стадионе «Брэдфорд Сити» в 1985 году начались активные работы по демонтажу всех деревянных конструкций и стоячих трибун со стадиона, что резко сократило его вместимость, окончательно работы были завершены в 2001 году. 
Рекорд посещаемости арены — 27 833 человека, был зафиксирован в 1950 году на матче 5-го раунда Кубка Англии против «Ливерпуля». 
Система искусственного освещения была впервые применена на стадионе 16 октября 1956 года в рамках товарищеского матча против нидерландской «Фортуны». В 1995 году по решению владельцев команды стадион был вновь подвергнут реконструкции.

## Международные матчи
В 1978 году арена приняла финальный матч чемпионата мира по лякроссу.

## Интересные факты
В 1958 году на «Эджли Парк» состоялось сразу два матча национальной сборной Англии за один день: 14 января англичане должны были сыграть товарищеские матчи на «Мейн-Роуд», домашней арене «Манчестер Сити», однако поле не успели подготовить в срок, из-за чего игры пришлось перенести на арену «Стокпорт Каунти». В первой встрече сборная Англии сыграла вничью (2:2) с резервным составом «Манчестер Сити», а во второй игре основная сборная Англии обыграла молодежную со счетом 1:0.

## Владельцы
31 июля 2015 года стадион перешел в собственность городского совета Стокпорта за 2 миллиона фунтов стерлингов. В феврале 2022 года клуб договорился с советом об аренде «Эджли Парк» сроком на 250 лет.

## Матчи других команд
8 октября 1991 года на арене «Эджли Парк» прошел домашний матч клуба «Честер Сити» против «Манчестер Сити» в рамках Кубка английской лиги. Перенос был связан с проблемами с безопасностью на основной арене «Честер Сити».

## Стадион в популярной культуре
«Эджли Парк» фигурирует в видеоигре «Rugby Challenge 2» в качестве одного из 5 лицензированных английских регбийных стадионов. Помимо прочего, арена также появляется в трейлере футбольного симулятора FIFA 22 и Rugby 08.